# Mauro Tamayo
Mauro Elías Tamayo Rozas (Santiago, 1 de mayo de 1981) es un académico, político y kinesiólogo chileno. Actualmente ejerce como alcalde de la comuna de Cerro Navia.

## Familia y estudios
Nació en la comuna de Huechuraba, hijo de Segundo Tamayo e Isabel Rozas; tiene dos hermanos, Carlos y Catalina. Cursó su educación secundaría en el Liceo Miguel de Cervantes y Saavedra en la comuna de Santiago. Realizó sus estudios universitarios en la Facultad de Medicina de la Universidad de Chile, donde se tituló con distinción de kinesiólogo en 2004.
Trabajó como kinesiólogo en el consultorio Dr. Alberto Steeger de Cerro Navia.
En 2008 se graduó del Magíster en Gerencia Pública de la Universidad de Santiago de Chile.

## Carrera política y pública
En 2001, cuando era estudiante universitario, ingresó a las Juventudes del Partido Comunista de Chile (JJ.CC); alcanzó a ocupar el cargo de Secretario General de la Dirección de Estudiantes Comunistas (DEC) de toda la Universidad de Chile. Posteriormente integró el Comité Central de las Juventudes Comunistas para luego ser elegido miembro de la Comisión Ejecutiva  de las JJCC.

### Concejal
En 2004 fue electo concejal representando al pacto Juntos Podemos integrado por el Partido Comunista de Chile, la Izquierda Cristiana y el Partido Humanista, obteniendo 3740 votos lo que representó un 5,62% del total de votos válidamente emitidos.
En 2008 se presentó nuevamente como concejal por el pacto Juntos Podemos Más; salió electo con la segunda mayoría con un total de 5268 votos, lo que representó al 8,47% de los votos. En esta oportunidad salió electo un alcalde representando a la Coalición de centroderecha, Luis Plaza Sánchez (RN).
Durante las Elecciones municipales de Chile de 2012, se separó del PC y lanzó su candidatura independiente como alcalde por Cerro Navia; recibió el apoyo del pacto Por un Chile Justo (que aunaba al PPD, PRSD, PC e ICiu) y a la Concertación Democrática (PS y DC). En estas elecciones obtuvo un total de 19920 votos válidamente emitidos, lo que representó un 42,01% de los votos; esto no fue suficiente para derrotar al alcalde saliente Luis Plaza Sánchez, quien tuvo un 45,4% de los votos.
Durante esa época también actuó como asesor del Ministerio de Salud.
Fue designado director del Servicio Nacional de la Discapacidad (SENADIS) desde 2014 hasta el 9 de julio de 2015 durante el segundo gobierno de Michelle Bachelet.

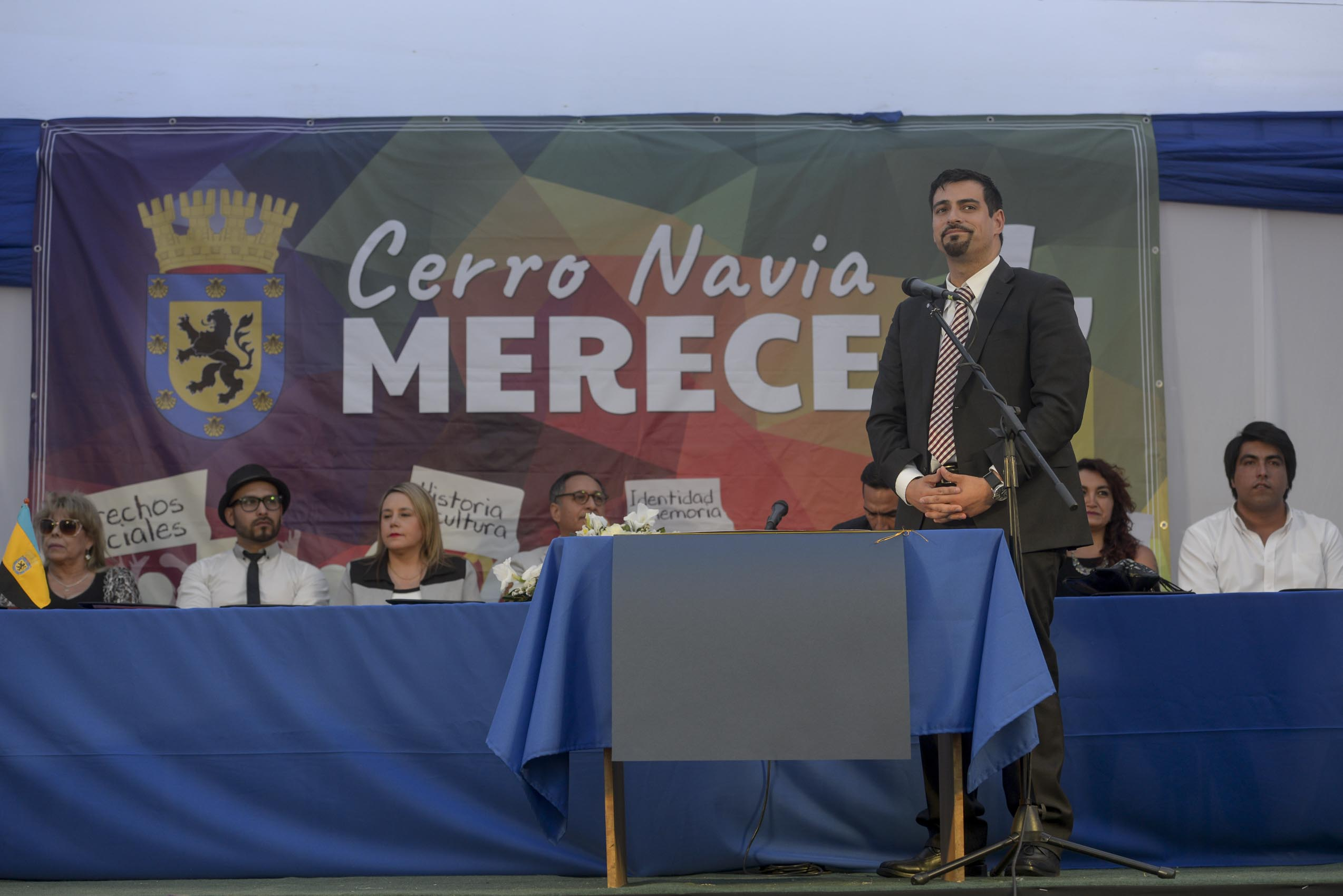
Tamayo en la ceremonia en que asumió como alcalde de Cerro Navia (2016).

### Alcalde
En las elecciones municipales de 2016 fue candidato a alcalde de Cerro Navia por la Nueva Mayoría, derrotando al alcalde vigente, Luis Plaza. Asumió el cargo el 6 de diciembre de ese año.  
En 2017 interpuso una querella por fraude al fisco contra Plaza, quien salió de la municipalidad con varias acusaciones de mal uso de recursos fiscales.En 2018 ambos tuvieron un violento encuentro en las afueras de La Moneda, cuando Plaza anunció que volvería a presentarse al sillón municipal de Cerro Navia.
El 30 de noviembre de 2020, fue diagnosticado con COVID-19.Durante la pandemia, tuvo un importante rol mediático exigiendo medidas de cuarentena más estrictas para la zona poniente de Santiago.
Fue reelecto como alcalde en 2021.A fines de 2023 se oficializó su candidatura a la reelección para el periodo 2024-2028.

## Vida académica
En 2010 se integró como profesor asistente de la Facultad de Medicina de la Universidad de Chile, donde realizó docencia e investigación académica en temas vinculados al desarrollo local y la atención primaria.
Estuvo a cargo de Línea de formación en Gestión y Salud Pública, donde realizó docencia hasta 2013, y también fue encargado de Extensión de la Facultad de Medicina.

### Publicaciones
Ha realizado las siguientes publicaciones vinculadas a la Atención Primaria de Salud y la gestión en salud.
- Tamayo M., Rebolledo J. Garantía de oportunidad, artrosis y autorreporte de salud en personas con artrosis en una comuna de la Región Metropolitana. Rev Med Chile 2011; 139: 1617-1623.
- Tamayo M., Aleitte F. Cumplimiento de garantía de oportunidad GES en ayudas técnicas en una comuna urbana de la Región Metropolitana. Revista Chilena de Salud Pública 2011;15(3):146-154.
- Tamayo M., Besoain A. Análisis comparativo de escala de sueldos para dos categorías funcionarias en 20 comunas de la Región Metropolitana. Cuadernos Médico Sociales (Chile) 2011, 52(1):14-21.
- Tamayo M., Aguirre M., Besoain A. Aproximación al perfil de los directores de centros de salud de atención primaria en Chile. Cuadernos Médico Sociales (Chile) 2012,52(3):156-163.
- Tamayo, M., Rebolledo, J.  y  Besoaín-Saldaña, A. (2020). Kinesiología y discapacidad, perspectivas para una práctica basada en derechos.

## Historial electoral

### Elecciones municipales de 2008
- Elecciones municipales de 2008, para el Concejo Municipal de Cerro Navia

(Se consideran solo los candidatos que resultaron elegidos para el Concejo Municipal)
| Candidato                   | Pacto                    | Partido | Votos | %     | Resultado |
| --------------------------- | ------------------------ | ------- | ----- | ----- | --------- |
| Magaly Acevedo Escarate     | Alianza                  | RN      | 6973  | 13,61 | Concejala |
| Mauro Elías Tamayo Rozas    | Juntos Podemos Más       | PCCh    | 5268  | 10,28 | Concejal  |
| Andrés Márquez Bugueño      | Concertación Progresista | PPD     | 4524  | 8,83  | Concejal  |
| René Solano Valdés          | Alianza                  | UDI     | 3073  | 6,00  | Concejal  |
| Emilio Corvalán Rojas       | Alianza                  | RN      | 2718  | 5,30  | Concejal  |
| Isabel Ximena Matus Garrido | Chile Limpio. Vote Feliz | PRI     | 1996  | 3,89  | Concejala |
| Evangelina Cid Ferreira     | Concertación Democrática | DC      | 1549  | 3,02  | Concejala |
| Jorge Durán Espinoza        | Concertación Progresista | IND     | 1305  | 2,55  | Concejal  |

### Elecciones municipales de 2012
- Elecciones municipales de 2012, Alcalde de Cerro Navia

| Candidato                 | Pacto               | Partido | Votos  | %     | Resultado |
| ------------------------- | ------------------- | ------- | ------ | ----- | --------- |
| Luis Plaza Sánchez        | Coalición           | RN      | 21.527 | 47,69 | Alcalde   |
| Mauro Tamayo Rozas        | Por un Chile justo  | ILE     | 19.920 | 44,13 |           |
| Oriele Núñez Serrano      | El Cambio por Ti    | ILC     | 2.400  | 5,31  |           |
| Carlos Lisperguer Sánchez | Igualdad para Chile | PI      | 1.290  | 2,85  |           |

### Elecciones municipales de 2016
- Elecciones municipales de 2016, para la alcaldía de Cerro Navia

| Candidato                 | Pacto                           | Partido | Votos  | %     | Resultado |
| ------------------------- | ------------------------------- | ------- | ------ | ----- | --------- |
| Mauro Tamayo Rozas        | Nueva Mayoría                   | ILE     | 16 262 | 46,07 | Alcalde   |
| Luis Plaza Sánchez        | Chile Vamos                     | RN      | 15 319 | 43,40 |           |
| Carlos Lisperguer Sánchez | Pueblo Unido                    | PI      | 367    | 1,04  |           |
| Oriele Núñez Serrano      | Yo Marco por el Cambio          | PRO     | 733    | 2,08  |           |
| Alejandro Oyarzún Toro    | Justicia y Transparencia        | UPA     | 265    | 0,75  |           |
| Luis Molina Gaete         | Independientes (Fuera de pacto) | IND     | 2353   | 6,67  |           |

### Elecciones municipales de 2021
- Elecciones municipales de 2021 para la alcaldía de Cerro Navia

| Candidato               | Pacto         | Partido | Votos  | %     | Resultado |
| ----------------------- | ------------- | ------- | ------ | ----- | --------- |
| Mauro Tamayo Rozas      | Independiente | Ind.    | 33 478 | 75,71 | Alcalde   |
| Magaly Acevedo Escárate | Chile Vamos   | EVOP    | 6 212  | 14,05 |           |
| Iris Morales Olivares   | Independiente | Ind.    | 4 527  | 10,24 |           |

### Elecciones municipales de 2024
- Elecciones municipales de 2024 para la alcaldía de Cerro Navia

| Candidato          | Pacto                                     | Partido | Votos  | %     | Resultado |
| ------------------ | ----------------------------------------- | ------- | ------ | ----- | --------- |
| Mauro Tamayo Rozas | Independiente                             | Ind.    | 44 746 | 53,91 | Alcalde   |
| Julieta Santibáñez | Chile Vamos                               | RN      | 23 829 | 28,71 |           |
| José Sepúlveda     | Independiente                             | Ind.    | 4 056  | 4,89  |           |
| José Cáceres       | Partido Social Cristiano e Independientes | PSC     | 4 036  | 4,86  |           |
| Pilar Carolina Roa | Independiente                             | Ind.    | 3 326  | 4,01  |           |
| Iris Morales       | Contigo Chile Mejor                       | FRVS    | 3 006  | 3,62  |           |